# Christoph Lieske
Christoph Lieske (* 1938 in Neuwied) ist ein deutscher Pianist und Musikpädagoge.

## Leben und Wirken
Lieske absolvierte seine musikalische Ausbildung in Darmstadt und in Hannover bei Hans Leygraf. Er gab Klavierabende und Konzerte als Solist mit europäischen Orchestern in Deutschland, der Schweiz, Frankreich, Ungarn, Spanien, Skandinavien, Tschechien und Japan. Als Kammermusiker arbeitete er mit der Geigerin Aida Piraccini-Stucki und dem Cellisten Claude Starck zusammen.
1958 wurde er Assistent Leygrafs an der Städtischen Akademie für Tonkunst in Darmstadt, 1962 Dozent an der Staatlichen Hochschule für Musik und Theater in Hannover. Im Jahr 1967 übernahm er die Leitung einer Konzertklasse am Konservatorium Winterthur. 1986 erhielt er eine Gastprofessur, 1990 eine ordentliche Professur am Mozarteum in Salzburg. Dort unterrichtete er bis zur Emeritierung 2007, betreute aber noch bis 2017 einzelne hochbegabte Schüler. Im Rahmen der Internationalen Sommerakademie des Mozarteums hielt er ab 1989 regelmäßig Sommerkurse. Unter dem Dach des Freilassinger Kulturvereins rief er die Freilassinger Kammerkonzerte ins Leben, um begabten Nachwuchsmusikern Auftrittsmöglichkeiten zu bieten. 2019 zeichnete ihn die Stadt mit dem Kulturpreis aus.